# Bromige Säure
Als Bromige Säure wird die Sauerstoffsäure des Broms der Oxidationsstufe +3 bezeichnet. Sie besitzt die Summenformel HBrO2. Ihre Salze sind die Bromite. In freier Form ist die Säure nicht beständig und tritt lediglich als Zwischenprodukt der Oxidation von Hypobromiger Säure zu Bromsäure auf. Die Oxidation kann klassisch-chemischem oder elektrochemisch (anodisch) erfolgen.  
{\displaystyle \mathrm {HBrO+HClO\longrightarrow HBrO_{2}+HCl} }
Auch die Disproportionierung von Hypobromiger Säure liefert zunächst die Bromige Säure, welche dann wiederum zu Hypobromiger Säure und Bromsäure disproportioniert.
{\displaystyle \mathrm {2\ HBrO\longrightarrow HBrO_{2}+HBr} }
Die Synproportionierung von Bromsäure und Bromwasserstoffsäure liefert Bromige Säure:
{\displaystyle \mathrm {2\ HBrO_{3}+HBr\longrightarrow 3\ HBrO_{2}} }